# Podomyrma mjobergi
Podomyrma mjobergi é uma espécie de formiga do gênero Podomyrma, pertencente à subfamília Myrmicinae.